# Lionel Talon
Lionel Talon, né en 1987, est un entrepreneur, organisateur d'événements béninois. Jusqu'en 2020, il est resté relativement inconnu du grand public, mais il a attiré l'attention des médias à la suite de la diffusion d'une vidéo de fête avec ses amis sur un bateau de plaisance.  

## Biographie

### Scolarité et études
Lionel Talon a grandi à Cotonou, la capitale économique du Bénin, où il a fréquenté le lycée français Montaigne jusqu'à l'obtention de son baccalauréat. Il a poursuivi ses études supérieures aux États-Unis, à Boston, puis en Angleterre. En 2017, il est retourné au Bénin pour concrétiser ses projets.

### Vie professionnelle
En juin 2023, il a été nommé pour un mandat de 3 ans au Conseil artistique de l’Agence de développement des arts et de la culture (ADAC),.  Il est promoteur du centre culturel et sportif EYA situé à Cotonou, destiné aux jeunes. Depuis 2022, il organise à la place de l’Amazone à Cotonou le WeLovEya Festival qui réunit plusieurs jeunes artistes et des vedettes de la musique africaine.

### Vie privée
Il est le fils du chef de l’État béninois Patrice Talon.